# Caroline Cossey
Caroline Cossey, dite Tula, née le 31 août 1954, est une comédienne, écrivaine et mannequin anglaise. Elle est l'une des premières comédiennes transgenres à exposer et défendre le concept de transidentité.
Caroline Cossey se bat pour la reconnaissance des droits des personnes transgenres. Elle est connue pour son rôle de James Bond girl, dans le film Rien que pour vos yeux.

## Biographie
Caroline Cossey naît le 31 août 1954, à Brooke dans comté du Norfolk, en Grande-Bretagne.
Elle quitte l'école à l'âge de quinze ans et travaille dans un magasin de vêtements, puis comme apprentie bouchère. À seize ans, elle déménage à Londres et occupe divers emplois peu rémunérés. À dix-sept ans, elle devient ouvreuse dans un théâtre de West End, où un chorégraphe la repère et lui propose de devenir showgirl. Après une opération d'augmentation mammaire, elle travaille à Paris, puis à Rome, et utilise l'argent gagné en tant que danseuse pour financer son opération de réassignation sexuelle, avant de se lancer dans une carrière internationale de mannequin.
Elle commence sa transition alors qu'elle sert dans le Corps of Royal Engineers, après s'être liée d'amitié avec une femme transgenre. Après des années de traitement hormonal et psychologique, elle change légalement de nom et subit sa dernière intervention chirurgicale le 31 décembre 1974, à l'hôpital Charing Cross de Londres.
En 1978, elle obtient un rôle dans le jeu télévisé 3-2-1, à la suite duquel elle est contactée par un journaliste qui l'informe qu'il rédige un article dans lequel il prévoit de dévoiler sa transidentité, ce qui pousse Caroline Cossey à abandonner l'émission. Trois ans plus tard, en 1981, alors qu'elle est choisie pour jouer un rôle dans le film For Your Eyes Only, le tabloïd britannique News of the World dénonce publiquement sa transidentité, en titrant « James Bond’s Girl Was A Boy »,. Lors d'un entretien accordé au magazine Cosmopolitan, elle déclare avoir tenté de se suicider après cette dénonciation, qui l'a traumatisée.
Pourchassée par les journalistes, elle déplore leur manque de compréhension. Après s'être sentie dans un premier temps embarrassée, elle décide d'arrêter d'avoir honte de son sexe assigné, sur lequel elle n'a aucun contrôle. Afin de se réapproprier son propre récit, Caroline Cossey écrit son autobiographie, qu’elle publie en 1982, sous le titre de I am a woman, et dans laquelle elle évoque une enfance malheureuse, durant laquelle elle se sentait tiraillée entre deux identités sexuelles.
Quelques mois plus tard, lors d'une séance photo en Italie, elle rencontre le comte italien Glauco Lasinio, qui lui propose de se mobiliser contre les lois anti-trans alors en vigueur au Royaume-Uni, notamment celle qui lui interdit d'épouser légalement un homme. Caroline Cossey entame un processus d'une durée sept ans, en portant devant la Cour européenne des droits de l'homme, sa requête contre le refus du gouvernement britannique de la traiter comme une femme. Cette longue négociation dure plus longtemps que sa relation avec le comte italien, à qui elle rend hommage lors de sa mort 2019, en le décrivant comme l'un des rares hommes à la défendre publiquement et à avoir restauré sa dignité, faisant d'elle une femme fière.
Elle se marie quelques années plus tard, le jour 21 mai 1989, avec Elias Fattal, un homme d'affaires millionnaire, qu'elle a décrit comme « l'amour de sa vie ». Un tabloïd anglais publie un article titré « Sex Change Page Three Girl Weds », ce qui mène le couple à la rupture dès leur retour de lune de miel, car les parents du marié ignorent que Caroline Cossey est une femme transgenre. Elle reçoit également des menaces de mort et les freins de sa voiture font l'objet de sabotage. Le mariage est annulé. Contrairement aux États-Unis ou au Canada, son acte de naissance ne peut être modifié, ce qui signifie qu'elle reste légalement un homme qui ne peut se marier et qu'elle enfreint la loi lorsqu'elle utilise les toilettes destinées aux femmes.
En 1990, la Cour européenne des Droits de l'homme fait œuvre de jurisprudence en annulant, à la suite de sa requête, une décision législative du gouvernement anglais qui empêche le changement de genre. Cependant, le 27 septembre 1990, la Cour européenne annule cette décision sur un recours du gouvernement britannique. Ce n'est que bien plus tard, en 2005, que la promulgation du Gender Recognition Act 2004, lui permet de devenir officiellement une femme aux yeux de la loi.
En 1991, elle publie My Story, dans lesquels elle détaille son parcours de transition et ses motivations.

## Carrière
Sous le nom de Tula, elle entame une carrière de mannequin à la fin des années 1970, faisant la couverture de Vogue Australia ou de Harper's Bazaar.
En 1981, elle joue un rôle en tant que James Bond girl, dans le film Rien que pour vos yeux, aux côtés de Roger Moore. Dix ans plus tard, en 1991, elle est la première femme transgenre à faire la couverture de Playboy,,,. Ses photos ne sont cependant pas tout de suite publiées, car une grosse entreprise américaine menace de retirer ses pages de publicité. Hugh Hefner défend cependant Caroline Cossey et décide de sortir le fameux numéro, envers et contre tous. Cette décision fait date dans l’histoire du magazine mais aussi de la presse.
En 1985, Tula joue dans la vidéo de Some Like It Hot, du groupe musical The Power Station.

## Filmographie
- 1981 : Rien que pour vos yeux (For Your Eyes Only) de John Glen : la jeune femme à la piscine
- 2016 : The Trans List Timothy Greenfield-Sanders (téléfilm documentaire): elle-même

## Publications
- Tula, I am a woman, Sphere Books, 1982 (ISBN 0-7221-0583-5 et 978-0-7221-0583-2, OCLC 10711173, lire en ligne)
- Tula, My story, Faber and Faber, 1991 (ISBN 0-571-16251-7 et 978-0-571-16251-2, OCLC 26687966, lire en ligne)

## Vie privée
Porteuse d'une variante du syndrome de Klinefelter, Caroline Cossey possède un génotype de type XXXY,. Elle se convertit au judaïsme en 1989.
En 1992, elle épouse David Finch, un Canadien, avec qui elle vit près d'Atlanta, en Géorgie.